# Mauro Vieira
Mauro Viera, né le 15 février 1951 à Rio de Janeiro, est un diplomate et homme politique brésilien. Il est ministre des Relations extérieures dans le gouvernement de Dilma Roussef de janvier 2015 à février 2016 et dans le gouvernement Lula da Silva III depuis le 1er janvier 2023.

## Biographie

### Formation
Mauro Vieira est diplômé en droit de l'université fédérale Fluminense (pt) et est diplômé l'Institut Rio Branco (pt) – académie gouvernementale destinée à la formation diplomatique – en 1974.

### Carrière diplomatique
Diplomate de carrière, Mauro Vieira travaille à l'ambassade du Brésil à Washington, de 1978 à 1982, puis à la mission brésilienne auprès de l'Association latino-américaine d’intégration (ALADI) à Montevideo de 1982 à 1985. Après une période de retour à Brasilia, il travaille à l'ambassade du Brésil à Mexico, de 1990 à 1992, et à l'ambassade du Brésil à Paris, de 1995 à 1999.
Mauro Vieira est nommé ambassadeur en Argentine en 2004, puis aux États-Unis en 2010, où il reste en poste jusqu'en 2014.

### Ministre des Relations extérieures de Dilma Rousseff
Le 31 décembre 2014, la présidente Dilma Rousseff, réélue pour un second mandat, annonce la nomination de Mauro Vieira au poste de ministre des Relations extérieures. Il prend ses fonctions le 1er janvier 2015, et occupe le poste jusqu'à la destitution de Dilma Rousseff en 2016.

### Retour à la diplomatie
Le 16 août 2016, le Sénat fédéral approuve la nomination de Mauro Vieira au poste de représentant permanent du Brésil auprès des Nations unies, par le président Michel Temer. Il occupe ce poste jusqu'en 2020, lorsqu'il est nommé ambassadeur en Croatie.

### Ministre des Relations extérieures de Lula da Silva
En décembre 2022, à la suite de la victoire de Lula da Silva à l'élection présidentielle brésilienne, Mauro Vieira est désigné comme ministre des Relations extérieures dans le gouvernement Lula da Silva III. Il prend ses fonctions le 1er janvier 2023.
Quelques jours après sa prise de fonction, Mauro Vieira accorde un entretien au journal Le Monde dans lequel il déclare souhaiter que le Brésil réintègre la scène internationale, déplorant que le gouvernement précédent se soit mis à l’écart et éloigné de ses voisins, « dont la France qui partage avec nous sa plus longue frontière terrestre » (au niveau de la Guyane). Lors du même entretien, il affiche le souhait du président Lula d'installer une diplomatie basée sur le dialogue, que ce soit dans le cas du conflit russo-ukrainien, ou des relations du Brésil avec le Venezuela de Nicolás Maduro.